# فيليب دي كومين
كان فيليب دي كومين (1447-18 أكتوبر 1511) كاتبًا ودبلوماسيًا في بلاط دوقية برغونية وفرنسا. أُطلق عليه شارل أوجستان سانت بوف لقب «أول كاتب حديث فعلي»، وأعلنه دليل أكسفورد للأدب الإنجليزي «أول مؤرخ نقدي وفلسفي منذ العصور الكلاسيكية». لم يكن فيليب دي كومين مؤرخًا بالمعنى التقليدي، ولكن تحليلاته للمشهد السياسي المعاصر هي ما جعلت منه شخصية استثنائية في زمنه.

## سيرة شخصية

### برغونية
نال فيليب دي كومين في عام 1468 رتبة فارس في بلاط تشارلز الجريء، ابن فيليب الذي تولى الدوقية في عام 1467، وانخرط منذ ذلك الحين في أعلى دوائر السلطة، وكان طرفًا في العديد من القرارات المهمة وحاضرًا في أحداث صنعت التاريخ. يبدو أن الحدث الرئيسي في حياة كومين كان اللقاء بين تشارلز الجريء ولويس الحادي عشر ملك فرنسا في برون في أكتوبر عام 1468. تشير بعض المصادر التاريخية المعاصرة الأخرى أن لويس يعتقد أن كومين أنقذ حياته، وذلك على الرغم من الغموض الذي يكتنف رواية كومين للتفاصيل. قد يفسر هذا حماس لويس لاحقًا في إبعاده عن البرغونيين.
أُرسِل كومين في بعثة إلى كاليه في عام 1470، والتي كانت آنذاك ملكية إنجليزية. هناك احتمال يقول بأنه لم يزر إنجلترا نفسها على الإطلاق، وأنه استقى معلوماته حول سياساتها وشخصياتها من خلال لقاءات مع المنفيين، سواء من اليوركيين أو اللانكاستريين؛ ومن بين هؤلاء هنري تيودر ووارويك صانع الملوك. التقى أيضًا بالملك إدوارد الرابع ملك إنجلترا أثناء منفاه القاري، وكتب لاحقًا وصفًا لمظهره وشخصيته.
يذكر كومين، كغيره من البرغونيين مثل جورج تشاستلين وأوليفييه دي لا مارش، أن الملك إدوارد تمتّع بجمال فائق وشعبية كبيرة بين شعبه ورعاياه، ولكنه لا يشك على الإطلاق بأنه (قبل نفيه، لم يسمع إدوارد أي شيء من تحذيرات الدوق تشارلز وشعبه). يشيد كومين بصديق إدوارد المقرب ويليام هاستينغز باعتباره «الفارس الكبير»، و«الفارس الحكيم»، بينما يهاجم بحدة ريتشارد الثالث باعتباره قاتل الأمراء و«قاسيًا». (يقول كومين، إلى جانب الشائعات في برغونية، إن ريتشارد قتل الملك هنري السادس.). يذكر كومين أن إدوارد كان لقيطًا وأن والده الحقيقي هو بلايبورن، وأن هنري تيودر لم يكن مؤهلًا للمطالبة بالعرش، مخالفًا بذلك لأقوال أوليفييه دي لا مارش.
حظي كومين بمكانة مميزة لدى دوق تشارلز طيلة سبع سنوات (يعود ذلك إلى الوقت الذي كان فيه كونت شاروليه). يروي عالم القرن التاسع عشر إسحاق دي إسرائيلي أنه في أحد الأيام، وبعد عودة الدوق وكومين من رحلة صيد مليئة بالمزاح كما كانت عادتهم داخل «العائلة»، «أمر» كومين الدوق، بطريقة المزاح بخلع حذائه كما لو كان خادمًا. ضحك الدوق ونفذ الأمر، ولكنه ألقى بالحذاء على كومين فأصاب أنفه وأدماه. بدأ الجميع في بلاط برغونية يطلقون على كومين لقب «المذلول». يشير دي إسرائيلي، في كتابه فضول الأدب عام 1824، إلى أن كراهية كومين لدوق برغونية شوهت كل ما كتبه عنه، ولكنه علق قائلًا:
«عندما نتعمق في تاريخ العصور الماضية، نكتشف غالبًا أن كتّاب المذكرات يحملون بداخلهم سمًا خفيًا. كثيرون، مثل كومين، تلقوا الضربة بالحذاء على أنفهم، فالضغينة الشخصية تُضفي حيويةً مدهشةً على الأسلوب...غالبًا ما تُملى المذكرات بروحها الشرسة؛ ومن ثم يُؤلَّف التاريخ من المذكرات. أين تكمن الحقيقة؟ أليس دائمًا في التاريخ والمذكرات!».

## خدمة لويس الحادي عشر
يقول دي إسرائيلي إن كومين استاء من لقبه لدرجة دفعته لمغادرته برغونية فجأة والذهاب إلى خدمة الملك الفرنسي؛ ولكن الحوافز المالية التي قدمها لويس تقدم تفسيرًا أكثر من كافٍ، إذ كان كومين ما يزال مثقلًا بديون والده. فرَّ كومين ليلًا من نرمندية في 7 أغسطس 1472، وانضم إلى لويس بالقرب من أنجيه. اكتشف الدوق تشارلز اختفاء خادمه وأخيه الروحي في صباح اليوم التالي، فصادر جميع ممتلكات كومين، وسلمها لاحقًا إلى فيليب الأول من كروي-شايمي.
كان لويس كريمًا في تعويض تلك الخسائر، فزوج كومين من وريثة بواتو، هيلين دي شامبيه (التي توفيت في 1532)، في 27 يناير 1473، وهي سيدة إقطاعيات أرجنتون، وفارينيس، وميزون-روج. صادر الملك معظم ممتلكات لويس دامبواز، فيكونت ثوار وزوج أخت هيلين كوليت دي شامبيه، عندما اعتُقِدَ أنه سممها بدافع الغيرة من علاقتها مع شارل دي فالوا، شقيق لويس الحادي عشر. أعطى بعضًا منها لاحقًا لكومين ليحتفظ بها مدى الحياة، بما في ذلك إمارة تالموند في بواتو، وإقطاعيات بيري، وسابل، وأولون. مرّت ثروة الأسرة بالعديد من الانتكاسات اللاحقة في 13 أغسطس 1504، ولكن ابنتهما الوحيدة، جين دي كومين (التي توفيت في 1513)، تزوجت من وريث أقوى عائلة في برطانية، رينيه دي بروس كومت دي بنثيفر (الذي توفي في 1524).
كان لويس عدوًا قديمًا لبرغونية، وكان بلا شك على دراية بقيمة المعلومات الداخلية التي كان كومين قادرًا على تقديمها له، فلم يلبث إلا وأن أصبح أحد أكثر مستشاري الملك ثقة. أظهرت دراسة جان دوفورنيه لعام 1966 عن كومين أن السنوات الخمس التالية، حتى عام 1477، كانت الأكثر ازدهارًا من وجهة نظر كومين، والوحيدة التي حظي فيها بثقة لويس حقًا. اختلف الاثنان علنًا حول أفضل السبل للاستفادة السياسية من الوضع بعد وفاة تشارلز الجريء في عام 1477؛ فاعترف كومين بالارتباط ببعض أبرز معارضي الملك وأشار إلى حادثة أخرى، في مايو 1478، عندما وبخه لويس لكونه عرضة للرشوة على حد زعمه. كُلِّف كومين بعد ذلك بالكثير من العمل الدبلوماسي في الساحة الإيطالية، حيث التقى لورينزو دي ميديشي عدة مرات.
يبدو أن كومين عاد للتقرب من الملك عندما بدأ الأخير معاناته من بعض المشاكل الصحية، وأوكل إليه مهامًا شخصية وسرية كان يتصرف خلالها بشكل فعال بدور أشبه بالعميل السري. لم يستعد أبدًا مستوى العلاقة الحميمة مع الملك التي كان يتمتع بها سابقًا، ومع وفاة لويس في عام 1483، وجد كومين نفسه في الثلاثينيات من عمره بلا أي صديق يُذكَر في البلاط. تمكن من الاحتفاظ بمكانه في المجلس الملكي حتى عام 1485، ولكنه أُسِرَ واحتُجِزَ لأكثر من عامين، منذ يناير 1487 حتى مارس 1489، بعد تورطه في التمرد الأورلياني، ووُضِعَ في قفص حديدي لبعض الوقت خلال تلك الفترة.